# District de Butha-Buthe

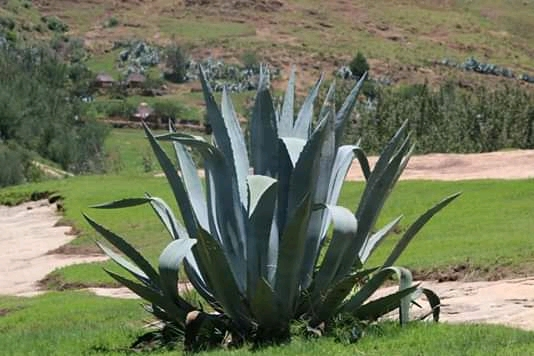
Aloe vera dans le district de Butha-Buthe.

Butha-Buthe est un district du Lesotho. Sa capitale est la ville de Butha-Buthe.